# جاذبه‌های گردشگری همدان
جاذبه‌های گردشگری همدان به مکان‌های دیدنی شهر همدان اختصاص دارد.

## آثار تاریخی
| نام مکان          | دوره          | شمارهٔ ثبت | محل                                  | تصویر |
| ----------------- | ------------- | --------- | ------------------------------------ | ----- |
| تپه هگمتانه       | ماد و هخامنشی | ۲۸        | خیابان اکباتان                       |       |
| گنج‌نامه           | هخامنشی       | ۹۲        | ۲۵ کیلومتری جنوب غربی همدان          |       |
| شیر سنگی همدان    | اسکندر مقدونی | ۹۳        | میدان سنگ‌شیر                         |       |
| گنبد علویان       | سلجوقیان      | ۹۴        | بلوار علویان                         |       |
| برج قربان         | سلجوقی        | ۱۰۷۸      | خیابان طالقانی جنب دبیرستان ابن سینا |       |
| آرامگاه بوعلی‌سینا | دوره پهلوی    | ۱۸۶۹      | میدان بوعلی                          |       |
| آرامگاه باباطاهر  | دوره پهلوی    | ۱۸۷۰      | میدان باباطاهر                       |       |
| میدان امام همدان  | دوره پهلوی    | ۲۷۱۲      | میدان امام همدان                     |       |
| بازار همدان       | قاجار         | ۲۰۲۷      | میدان امام همدان                     |       |
| حمام قلعه         | قاجار         | ۵۰۲۳      | اول خیابان شریعتی                    |       |

## موزه‌ها
| نام موزه                  | موضوع                                                  | مکان                                                         | تصویر |
| ------------------------- | ------------------------------------------------------ | ------------------------------------------------------------ | ----- |
| موزه تاریخ طبیعی همدان    | مجموعه‌ای از نمونه انواع گونه‌های حیوانی، گیاهی و طبیعی. | دانشگاه کشاورزی دانشگاه بوعلی‌سینا، در انتهای چهارباغ آزادگان |       |
| موزه هگمتانه              | باستانشناسی                                            | میدان هفت تیر                                                |       |
| موزه بوعلی‌سینا            | طب و معرفی ابن سینا                                    | میدان آرامگاه                                                |       |
| باغ موزه دفاع مقدس        | یادگارهای جنگ ایران و عراق                             | خیابان شریعتی، میدان قائم، جنب دانشگاه علوم پزشکی همدان      |       |
| موزه سفال                 | سفال‌های یافت شده در استان همدان                        | خیابان شهدا، خانه صمدی                                       |       |
| باغ موزه نظری             | مردم‌شناسی                                              | میدان جهاد، چهارراه نظری، عمارت باغ نظری                     |       |
| موزه حمام قلعه            | مردم‌شناسی                                              | در خیابان شریعتی، کوچه مهر، جنب حمام قلعه                    |       |
| موزه مفاخر و مشاهیر همدان | معرفی مفاخر و مشاهیر همدان                             | خیابان شریعتی، داخل خانهٔ بیژن                                |       |
| موزه صنایع‌دستی همدان      | صنایع‌دستی همدان                                        | میدان باباطاهر، جنب آرامگاه باباطاهر                         |       |

## مساجد
| نام مکان        | دوره  | شمارهٔ ثبت در آثار ملی | محل              | تصویر |
| --------------- | ----- | --------------------- | ---------------- | ----- |
| مسجد جامع همدان | قاجار | ۱۷۳۳                  | میدان امام همدان |       |
| مسجد شورین      | قاجار | ۱۸۶۸                  | روستای شورین     |       |

## امامزاده‌ها
| نام مکان                   | دوره                       | شمارهٔ ثبت در آثار ملی | محل                            | تصویر |
| -------------------------- | -------------------------- | --------------------- | ------------------------------ | ----- |
| امامزاده عبدالله           | در حال بازسازی             |                       | میدان امامزاده عبدالله         |       |
| امامزاده محسن امامزاده کوه | ایلخانی ۷۳۵ هجری قمری      | ۸۲۳                   | روستای وفرجین                  |       |
| امامزاده اهل ابن علی       | صفویه                      | ۵۰۴۷                  | خیابان شهدا                    |       |
| امامزاده حسین              | صفویه                      | ۱۷۰۷                  | خیابان شهدا                    |       |
| امامزاده هادی بن علی       | ایلخانی                    | ۱۱۴۰۵                 | میدان باباطاهر                 |       |
| امامزاده یحیی              | اواخر صفوی                 | ۳۲۴۹                  | بلوار مدنی، محلهٔ امامزاده یحیی |       |
| بقعهٔ خضر                   | سدهٔ چهارم و پنجم هجری قمری | ۱۰۷۷                  | شهرک مدنی                      |       |

## مراکز مذهبی و تاریخی اقلیت‌ها
| نام مکان              | دوره               | شمارهٔ ثبت | محل                                         | تصویر |
| --------------------- | ------------------ | --------- | ------------------------------------------- | ----- |
| آرامگاه استر و مردخای | قرن هفتم هجری قمری | ۲۹۱       | خیابان شریعتی                               |       |
| کلیسای گریگوری استفان | ۱۶۷۶ میلادی        | ۲۲۳۷      | خیابان اکباتان، قسمت شرقی تپه هگمتانه       |       |
| کلیسای حضرت مریم      | قاجار              | ۲۲۳۷      | خیابان اکباتان، قسمت شرقی تپه هگمتانه       |       |
| کلیسای آنجلی          | قاجار              | ۲۴۵۹      | خیابان طالقانی داخل محوطه بیمارستان اکباتان |       |

## کاروانسراها
| نام مکان              | دوره                 | شمارهٔ ثبت در آثار ملی | محل                                                               |
| --------------------- | -------------------- | --------------------- | ----------------------------------------------------------------- |
| کاروانسرای حسینخانی   | قاجاریه              | ۲۰۶۸                  | شمال بازار همدان                                                  |
| کاروانسرای شریفیه     | قاجاریه              | ۲۰۸۷                  | بازار همدان راستهٔ نخودبریزها                                      |
| کاروانسرای بانک       | قاجاریه              | ۲۵۱۲۳                 | میدان امام، خیابان بابا طاهر                                      |
| کاروانسرای روحیه      | قاجاریه- دوره پهلوی  | ۲۵۱۲۲                 | میدان امام همدان، خیابان اکباتان                                  |
| کاروانسرای زغالی‌ها    | قاجاریه              | ۹۶۶۴                  | خیابان شهداد، میدان مفتح، کوچه پای مصلی                           |
| کاروانسرای قبله       | قاجاریه              | ۲۵۱۲۴                 | خیابان باباطاهر، راسته قبله                                       |
| کاروانسرای میرزا کاظم | قاجاریه              | ۲۲۲۴                  | سرای میرزاکاظم، شرق خیابان اکباتان                                |
| کاروانسرای نو         | قاجاریه - دوره پهلوی | ۲۵۱۲۵                 | میدان امام همدان، خیابان اکباتان                                  |
| کاروانسرای یعقوب یاری | قاجاریه              | ۲۵۱۲۶                 | میدان امام همدان، خیابان باباطاهر، راسته پیغمبر، کاروانسرای یعقوب |

## باغ‌های تاریخی
| نام مکان     | دوره  | شمارهٔ ثبت | محل                            | تصویر |
| ------------ | ----- | --------- | ------------------------------ | ----- |
| باغ اعتمادیه | قاجار | ۴۴۸۱      | اعتمادیه، مجاور باغ آمریکایی‌ها |       |
| باغ نظری     | قاجار | ۲۰۱۹      | میدان جهاد، خیابان عارف قزوینی |       |

## خانه‌های باارزش تاریخی
|  | نام مکان               | دوره        | شمارهٔ ثبت در آثار ملی | محل                                                                     | تصویر |  |
|  | خانه ضرابی             | دوره پهلوی  | ۳۰۴۰                  | خیابان بوعلی، کوچه بیمه، بن‌بست شریف‌زاده، پ۴۹                            |       |  |
|  | خانه پرسیاوشان         | قاجار       | ۳۲۴۶                  | محله جولان                                                              |       |  |
|  | خانه نراقی             | قاجار       | ۶۱۴۱                  | خیابان عباس‌آباد                                                         |       |  |
|  | خانه سیفی              | قاجار       | ۱۳۰۳۹                 | خیابان نظربیگ، محله جولان                                               |       |  |
|  | خانه شهبازیان          | قاجار       | ۴۶۹۰                  | خیابان بوعلی سینا، کوچه میرفندرسکی                                      |       |  |
|  | خانه شهید مدنی         | دوره پهلوی  | ۲۰۹۰                  | خیابان، شهدا، کوچه آخوند                                                |       |  |
|  | خانه عراقچی            | دوره پهلوی  | ۹۶۶۳                  | خیابان تختی، کوچه مسجد میرزا تقی                                        |       |  |
|  | خانه میرزا صارم اصلانی | دوره پهلوی  | ۴۷۶۲                  | خیابان میرزاده عشقی، محله چرچره                                         |       |  |
|  | خانه نائینی            | اواخر قاجار | ۱۹۱۵۶                 | خیابان طالقانی، منطقه گلپا، روبروی کوچهٔ سامان                           |       |  |
|  | خانه پوستی زاده        | قاجار       | ۹۸۷۳                  | بلوار علویان، میدان عین القضات، نبش بلوار الوند                         |       |  |
|  | دفتر کارخانه چرم سازی  | دوره پهلوی  | ۲۵۱۱۳                 | خیابان آزادگان، انتهای خیابان توحید، دانشکده کشاورزی دانشگاه بوعلی سینا |       |  |
|  |                        |             |                       |                                                                         |       |  |

## پل‌های تاریخی
| نام مکان  | دوره  | شمارهٔ ثبت | محل                                 | تصویر |
| --------- | ----- | --------- | ----------------------------------- | ----- |
| پل آبشینه | قاجار | ۹۶۶۲      | روستای آبشینه ۱۰ کیلومتری شهر همدان |       |